# Portugiesische Badmintonmeisterschaft 2017
Die Portugiesische Badmintonmeisterschaft 2017 fand vom 3. bis zum 4. Juni 2017 in Caldas da Rainha statt. Es war die 60. Austragung der nationalen Titelkämpfe in Portugal.

## Medaillengewinner
| Disziplin    | Gold                       | Silber                               | Bronze                         |
| ------------ | -------------------------- | ------------------------------------ | ------------------------------ |
| Herreneinzel | Bernardo Atilano           | Bruno Carvalho                       | Miguel Rocha                   |
| Herreneinzel | Bernardo Atilano           | Bruno Carvalho                       | Nuno Santos                    |
| Dameneinzel  | Helena Pestana             | Sónia Gonçalves                      | Catarina M. Martins            |
| Dameneinzel  | Helena Pestana             | Sónia Gonçalves                      | Sofia Setim                    |
| Herrendoppel | Bruno Carvalho Tomás Nero  | Diogo Silva Miguel Pinto             | Daniel Mendes Marco Jorge      |
| Herrendoppel | Bruno Carvalho Tomás Nero  | Diogo Silva Miguel Pinto             | Fernando Silva Hugo Rodrigues  |
| Damendoppel  | Helena Pestana Sofia Setim | Adriana F. Gonçalves Sónia Gonçalves | Ana Ferreira Joana Lopes       |
| Damendoppel  | Helena Pestana Sofia Setim | Adriana F. Gonçalves Sónia Gonçalves | Inês Lorga Teresa Figueira     |
| Mixed        | Tomás Nero Ana Reis        | Duarte N. Anjo Sofia Setim           | Bernardo Atilano Mariana Chang |
| Mixed        | Tomás Nero Ana Reis        | Duarte N. Anjo Sofia Setim           | Bruno Carvalho Sónia Gonçalves |